# Маргарит Цанев
Маргарит Христов Цанев, известен с творческия си псевдоним Мáрго, е български художник и скулптор, самоубил се едва навършил 24 години. Оставя наследство от над 200 творби: рисунки, графики, акварели и пластики, много от които са притежание на Софийската градска художествена галерия.

## Биография
Маргарит Цанев Иванов е роден в град Тетевен на 30 октомври 1944 г. като трети син на Цаньо Иванов Цанев и Надежда Христова Цанева. Неговите братя Иван и Христо са доста по-големи от него.
Учителят по рисуване от прогимназията забелязва таланта му и го насочва да кандидатства в Художествената гимназия в София. Веднага след завършване на 7 клас той е приет в нея с отличие и родителите му го изпращат там, където живее далеч от родния си град и семейството си до края на живота си.
Животът в столицата, сред съученици и преподаватели всеотдадени на изкуството, повлиява силно на развитието му като личност и творец. Създадените по онова време учебни етюди и акварели се открояват с творческа зрялост. Открити неотдавна на тавана на старинната къща на баба му, те са изложени нееднократно.
Маргарит Иванов още като ученик в Художествената гимназия започва да работи редом с някои известни скулптори и помага в създаването на значителни произведения на монументалното изкуство. Като последица, след като през 1964 г. завършва гимназията, той кандидатства в Художествената академия и избира скулптурата за своя специалност. През 1965 г. е приет да следва специалност „Скулптура“ в класа на проф. Секул Крумов. Скоро след това един след друг умират и двамата му родители.
През 1968 г. Деканатът на Академията прекратява студентските му права за една година, което впоследствие принуждава Цанев да напусне София. Причината за изключването му е отказът му да остриже брадата си, която пуснал в знак на траур след смъртта на своята майка.
Още няколко месеца Марго продължава да работи и живее в София. Но с изтичането на семестъра завършва и срокът на временното му „студентско“ софийско жителство, без което не може нито да работи, нито да живее в София. Той решава веднага след Нова година да се прибере в Тетевен и там да устрои живота си. Купува си билет за 11 часа на 3 януари 1969 г. и остава да нощува в квартирата на приятеля си, заминал за ваканцията в Габрово.
През януари 1969 г. Маргарит Цанев слага край на живота си, хвърляйки се от скала в Тетевенския дял на Стара планина. Тялото му е открито през месец март. Паметта му е почетена с посмъртна изложба в малката зала на Културния клуб в сутерена на Академията, организирана от негови приятели и състуденти, но закрита едва няколко дни след началото.

## Творчество
През 1979 г. е направена изложба на Марго в СГХГ, а през 1989 г. – втора, придружена с каталог на творбите му. През 1994 г. в столичната галерия „Раковски“ е организирана изложба по повод 50 години от рождението му. През 1999 г. излиза монографичен албум с рисунки и пластики. През януари 2008 г. режисьорът и сценарист Иван Росенов завършва документалния филм „Марго и приятели“, посветен на живота и изкуството на Маргарит Цанев. През 2009 г. изложба на рисунки, пластики и акварели на Марго обикаля галериите в София, Плевен, Габрово, Варна и Бургас.

### Графики и рисунки
Марго рисува голямо количество рисунки и графики с перо и туш, повечето на обикновена хартия за пишеща машина.

### Скулптура
- Глава на младеж
- „Ангел Кънчев“ – портрет
- „Орфей“ – релеф
- Портрет на К. Г.
- Портрет на Н.
- Портрет на Д. В. – релеф
- Прегръдка 1 – малка пластика
- Прегръдка 2 – малка пластика
- Портрет на Н. Р. – малка пластика

и др.